# Берк, Арли Альберт
Арли Альберт Берк (англ. Arleigh Albert Burke; 19 октября 1901 — 1 января 1996) — адмирал ВМС Соединённых штатов, отличившийся сначала во Второй мировой войне, а затем и в Корейской войне. Был руководителем военно-морскими операциями ВМС США при президенте Дуайте Эйзенхауэре.

## Биография

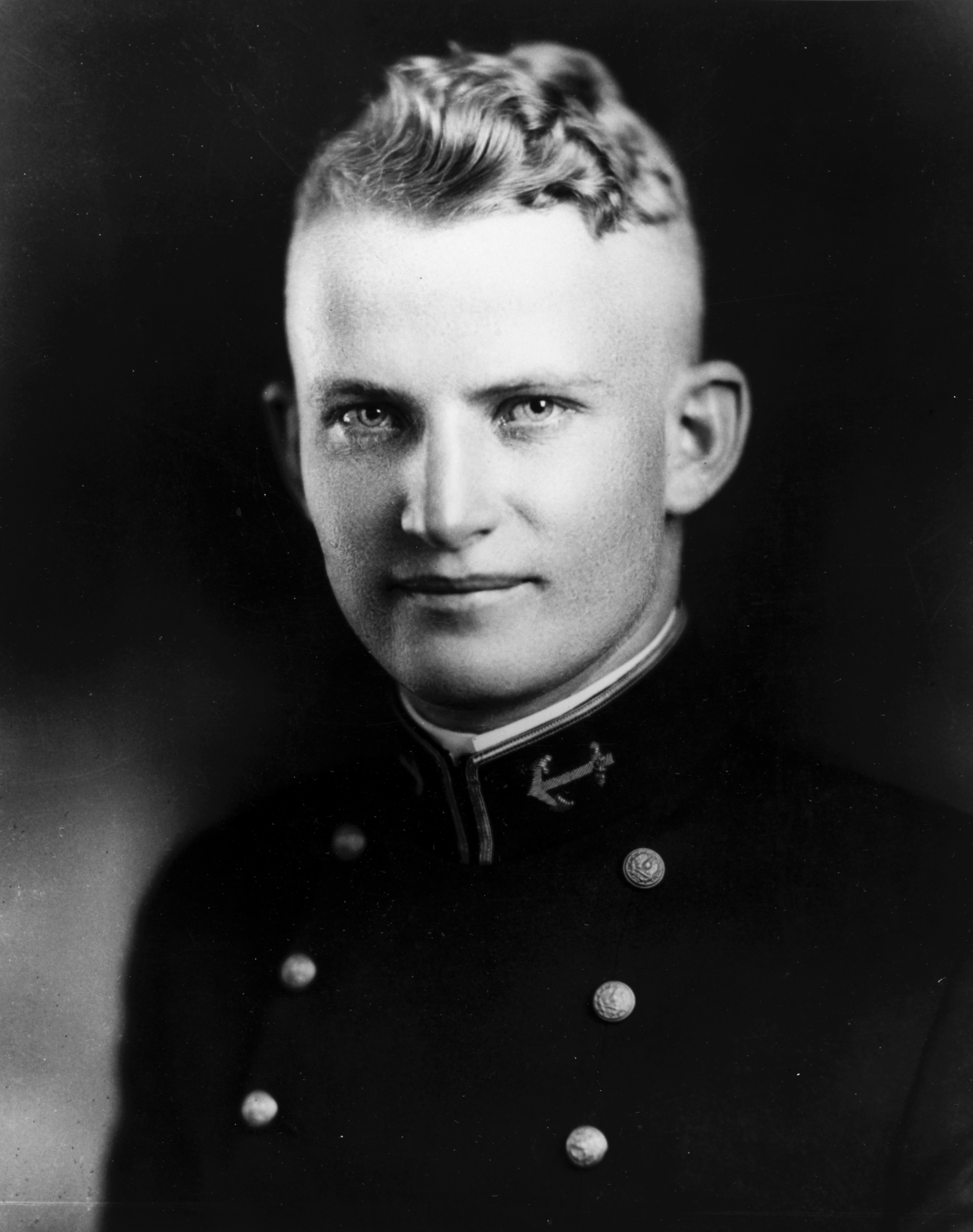
Кадет Арли Альберт Берк в Военно-морской академии США, 1920 год.

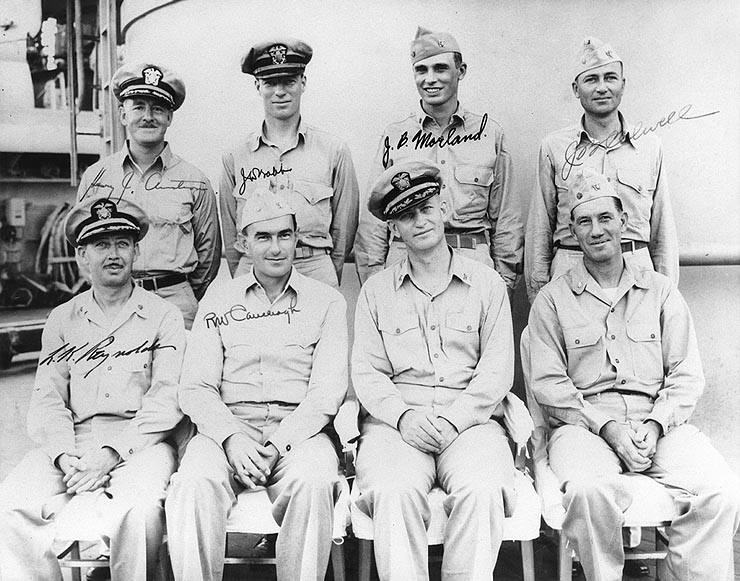
Капитан Берк в 1943 г. (в первом ряду третий слева)

Будущий адмирал Арли Берк родился далеко от моря в Болдере, штат Колорадо. 23 июня 1923 г. Берк закончил Военно-морскую Академию США и был принят в звании энсина во флот США.
Во время Второй мировой войны Берк командовал различными дивизионами эскадренных миноносцев на Тихом океане.
Эсминцы, которые находились под командованием адмирала Берка, всегда двигались по приказу адмирала с максимальной для эсминцев скоростью, но однажды в сражении при мысе Сент-Джордж на одном из эсминцев его эскадры произошёл разрыв котла, ограничивший скорость движения всей эскадры 31 узлом, а не 34, на которые эти эсминцы были способны. После этого происшествия адмирал получил прозвище «31 узел».
Во время вторжения "бригады 2506" на Кубу после получения информации о том, что бригада может быть разгромлена кубинскими войсками высказался за использования ВМФ США для оказания помощи бригаде без объявления войны: два эсминца ВМФ США типа "Флетчер" (DD-510 "Eaton" и DD-576 "Murray") должны были в ночной темноте приблизиться к берегу острова и артиллерийским огнём уничтожить танки кубинской армии в районе Плайя-Хирон. Президент Дж. Ф. Кеннеди не разрешил это сделать.

## Память
В честь адмирала в 1989 году был назван эсминец USS Arleigh Burke (DDG-51), головной корабль своего проекта. Жена Арли Берка, миссис Роберта Берк, стала крёстной матерью корабля, а сам он присутствовал в 1991 году на церемонии ввода корабля в строй.